# Frisco (Colorado)

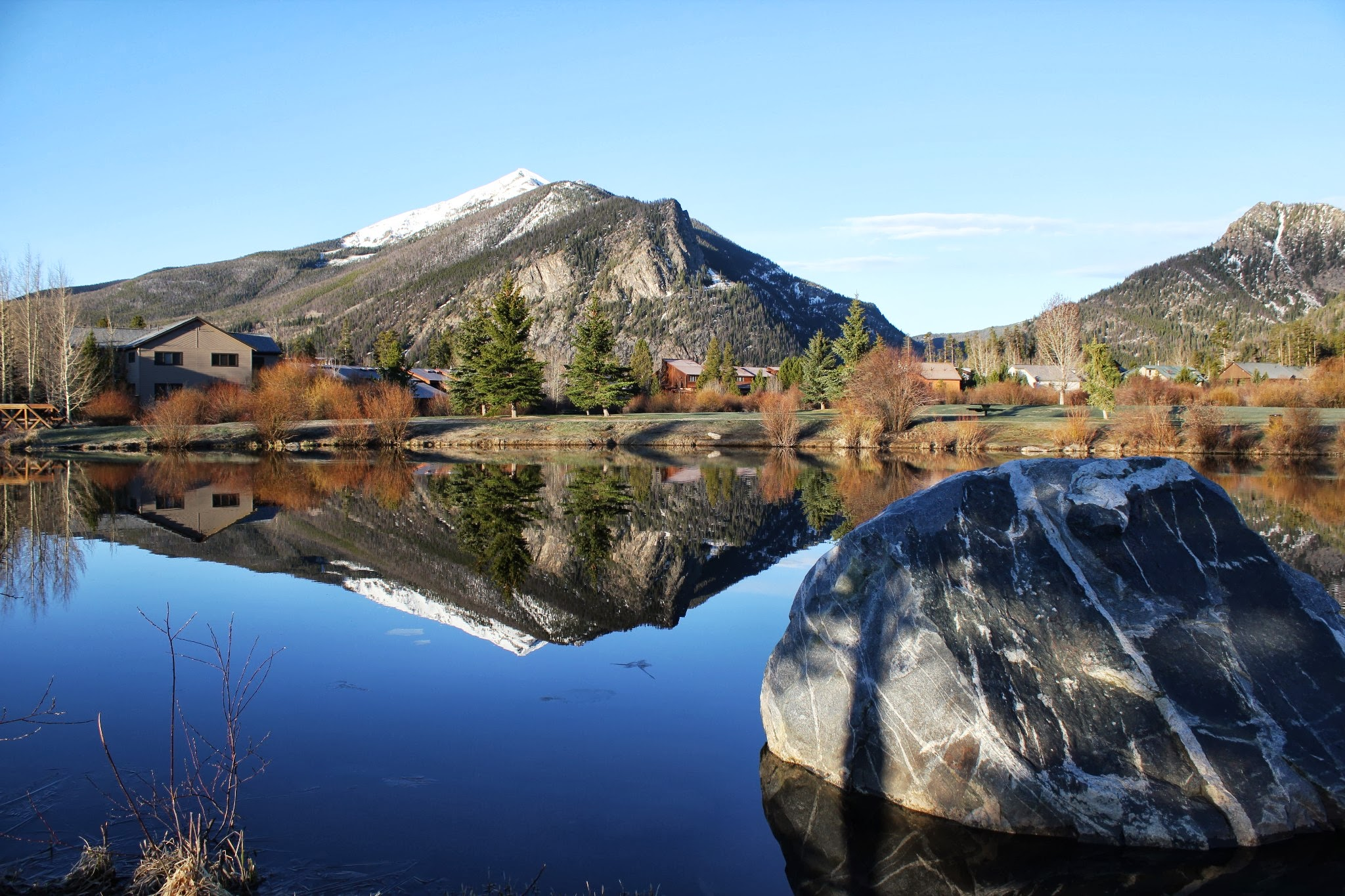
Meadow Crick Park, Frisco

Frisco es un municipio (home rule municipality) ubicado en el condado de Summit, Colorado, Estados Unidos. Según el censo de 2020, tiene una población de 2913 habitantes. Es una localidad muy popular entre los esquiadores de todo el mundo

## Geografía
La localidad está ubicada en las coordenadas 39°34′43″N 106°5′28″O / 39.57861, -106.09111 (39.578482, -106.090973).

## Demografía
Según la Oficina del Censo en 2000 los ingresos medios por hogar en la localidad eran de $62,267, y los ingresos medios por familia eran $70,556. Los hombres tenían unos ingresos medios de $36,989 frente a los $29,766 para las mujeres. La renta per cápita para la localidad era de $31,232. Alrededor del 7.2% de la población estaba por debajo del umbral de pobreza.